# Gare de Saint-Rémy-lès-Chevreuse
La gare de Saint-Rémy-lès-Chevreuse est une gare ferroviaire française de la ligne de Sceaux, située dans la commune de Saint-Rémy-lès-Chevreuse (département des Yvelines).
C'est une gare de la Régie autonome des transports parisiens (RATP) constituant le terminus sud de la ligne B du RER (branche Saint-Rémy-lès-Chevreuse).

## Situation
La gare est située à 700 m de la mairie de Saint-Rémy-lès-Chevreuse, à 1 500 m de la mairie de Chevreuse (et à 400 m de la limite entre les deux communes). Une piste cyclable relie la gare au collège de Chevreuse. Elle se situe face aux prairies de Coubertin qui s'étendent le long de l'Yvette.

## Histoire

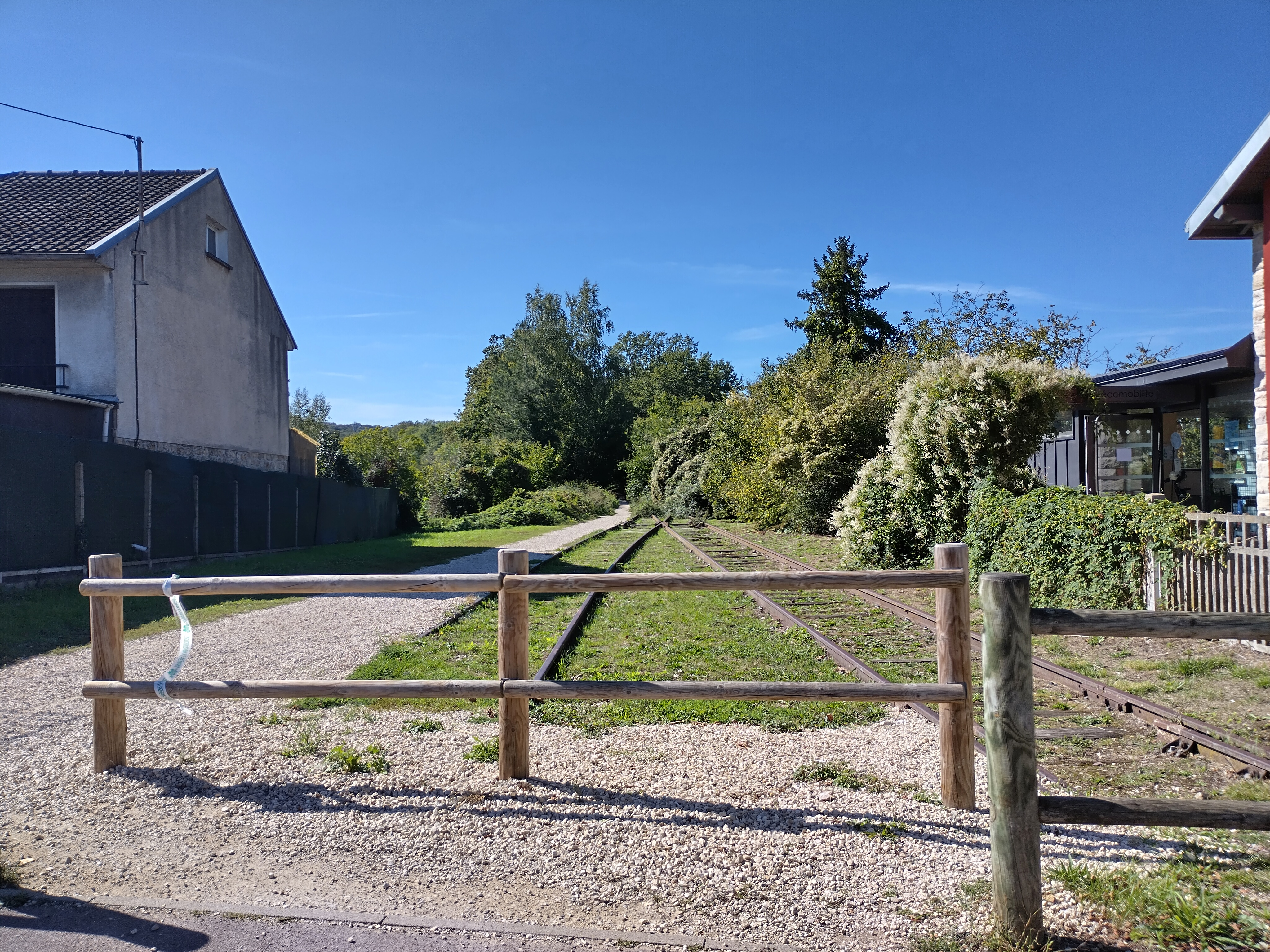
L'ancienne ligne vers Limours, où l'on peut voir les deux voies converger en voie unique.

La gare de Saint-Rémy-lès-Chevreuse fut mise en exploitation en 1867. Jusqu'au 15 mai 1939, la ligne (appelée ligne de Sceaux à l'époque) continuait (en voie unique) jusqu'à Limours, desservant deux haltes supplémentaires, les Molières et Boullay-les-Troux.
Les quais de la gare ont été rénovés en 2004, pour améliorer l'accessibilité aux handicapés. Dans le même temps, les caténaires ont été rénovées et l'ancienne voie vers Limours complètement isolée du réseau RER (jusqu'à cette date, les voies et les caténaires se prolongeaient sur quelques centaines de mètres au-delà de la gare).
En 2019, 899 484 voyageurs sont entrés à cette gare, ce qui la place en 56e position des gares de RER exploitées par la RATP pour sa fréquentation.

## Service des voyageurs

### Accueil
La traversée des voies s'effectue par un passage souterrain mis en service le 29 mai 1979. Il remplace une ancienne traversée en planches.

### Desserte

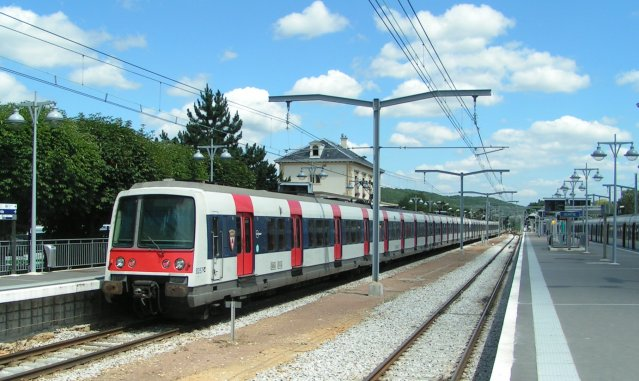
Rame MI 79 en attente de départ.

La gare est desservie par les trains du RER B, dont elle est le terminus le plus au sud.

### Intermodalité
La gare est desservie par les lignes 5228, 5232, 5313, 5330, 5331, 5337, 5339, 5340, 5347, 5363, et le service de transport à la demande du réseau de bus Centre et Sud Yvelines, par les lignes 5145, 5191, 5193, 5194 du réseau de bus de Saint-Quentin-en-Yvelines, par les lignes 6162, 6163, 6173 et 6174 du réseau de bus de Vélizy Vallées et, la nuit, par la ligne N122 du réseau Noctilien.